# Goodland (Kansas)
Goodland is een plaats (city) in de Amerikaanse staat Kansas, en valt bestuurlijk gezien onder Sherman County.

## Demografie
Bij de volkstelling in 2000 werd het aantal inwoners vastgesteld op 4948.
In 2006 is het aantal inwoners door het United States Census Bureau geschat op 4361, een daling van 587 (-11,9%).

## Geografie
Volgens het United States Census Bureau beslaat de plaats een oppervlakte van
11,4 km², geheel bestaande uit land. Goodland ligt op ongeveer 1122 m boven zeeniveau.

## Plaatsen in de nabije omgeving
De onderstaande figuur toont nabijgelegen plaatsen in een straal van 48 km rond Goodland.